# Séminaire (catholicisme)
Pour les articles homonymes, voir Séminaire.
Cet article concerne les séminaires de prêtres catholiques. Pour les séminaires d'autres religions, voir Séminaire (religion).
 (novembre 2018).
Si vous disposez d'ouvrages ou d'articles de référence ou si vous connaissez des sites web de qualité traitant du thème abordé ici, merci de compléter l'article en donnant les références utiles à sa vérifiabilité et en les liant à la section « Notes et références ».

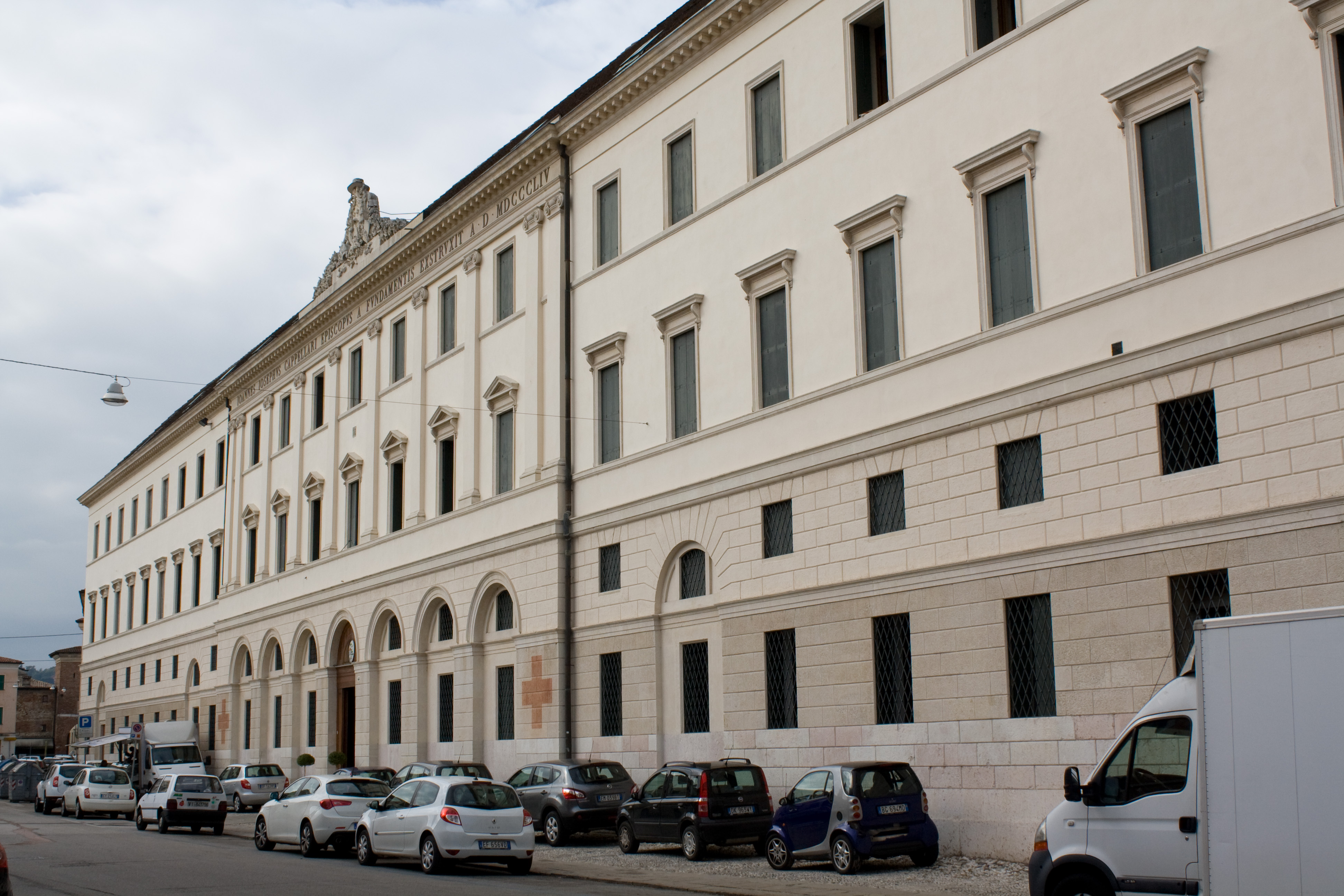
Le séminaire épiscopal de Vicence, datant de la première moitié du XVIII.

Un séminaire (du latin seminarium, « pépinière », de la racine semin-, « graine, principe vital ») est un établissement d'enseignement supérieur catholique destiné à former des prêtres. Il dispense une formation liturgique, biblique, théologique, philosophique et pastorale. Les étudiants du séminaire sont appelés séminaristes. Certains séminaires sont également des Facultés académiques de philosophie et théologie. Leurs diplômes sont alors reconnus par l'université pontificale (romaine), à laquelle elles sont affiliées. Certains pays, telle l'Allemagne, reconnaissent une valeur universitaire à ces diplômes.

## Origine des séminaires catholiques
L'institution des séminaires est un des résultats de la Réforme catholique suscitée par le concile de Trente (1545-1563), qui généralise l'expérience réussie des premiers instituts séculiers de formation des prêtres. Le concile prescrit donc d'améliorer la formation et l'éducation de tout le clergé en créant les séminaires, où les étudiants vivraient en communauté sous le contrôle direct d'éducateurs prêtres. Comme l'apprentissage de la lecture n'est pas encore universel, il devient également nécessaire de fonder des petits séminaires pour préparer les jeunes garçons à suivre l'enseignement du séminaire.
Le modèle tridentin du séminaire en internat est presque monacal, avec un contrôle du mode de vie, de l'activité intellectuelle et de la prière propre à faire oublier les abus d'avant la Réforme. C'est un fort contraste avec l'atmosphère de liberté intellectuelle des universités. La discipline personnelle et l'apprentissage de la philosophie préparaient à l'étude de la théologie.
Le modèle du concile de Trente est adopté par les autres Églises chrétiennes, et par le judaïsme moderne, avec une plus grande souplesse concernant l'étude de la philosophie et l'obligation de vivre à l'intérieur de la communauté du séminaire.

### En France

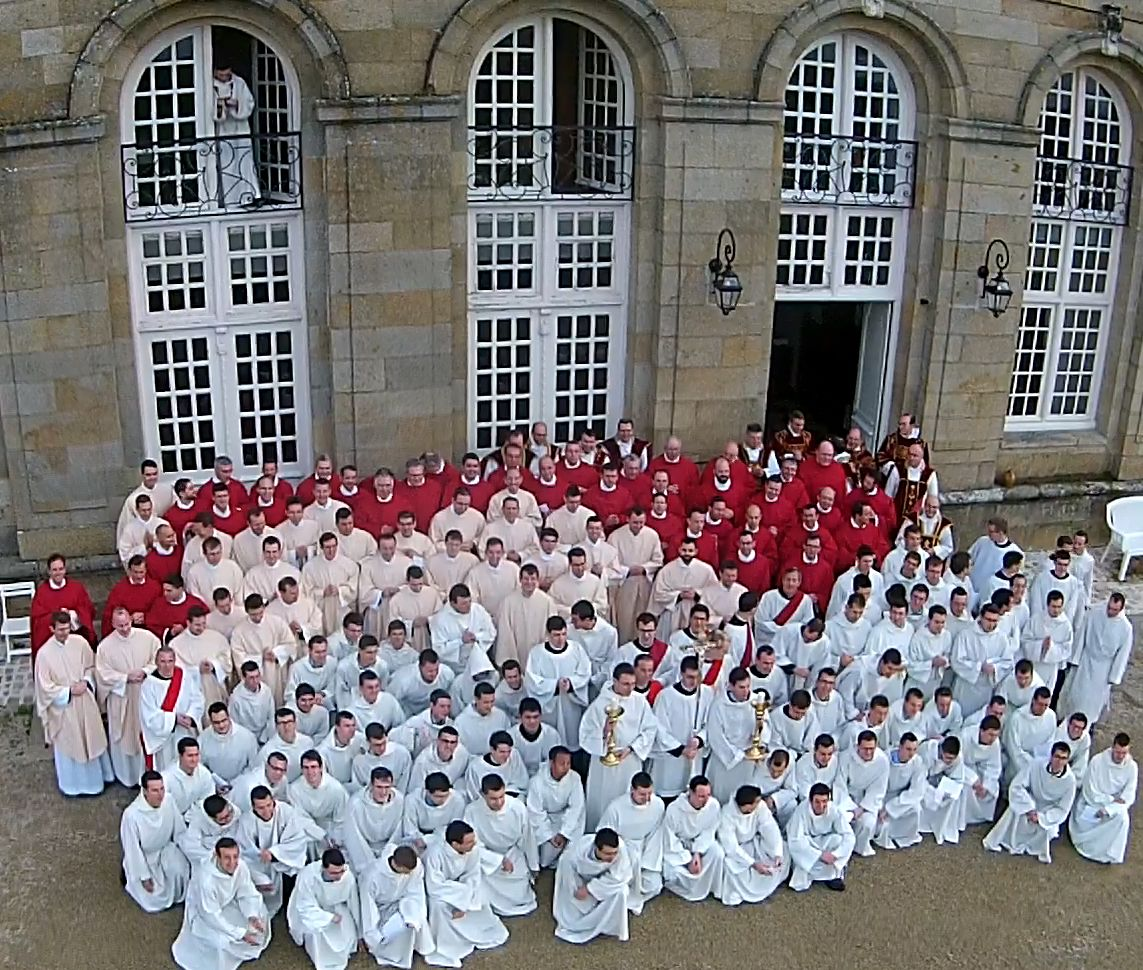
Séminaire de la communauté Saint-Martin à Évron.

Avec la création du séminaire de Reims (1567), le cardinal de Lorraine aurait fondé le premier séminaire de France. Ayant pris une part active à la bulle Cum adulescentium ætas, il en avait formulé le projet devant le chapitre de la cathédrale de Reims dès le 20 mars 1564. L'établissement, qui comptait à ses débuts un internat d'une cinquantaine d’élèves, se situait alors entre le collège des Bons-Enfants et la faculté de théologie. Il disparut dans un incendie en 1618 ; mais aux conciles provinciaux de Rouen (1581), de Bordeaux (1582), Reims, Tours (1583), Bourges (1584), Aix (1585), Toulouse (1590) et Avignon (1594), la création de séminaires ne cessait d'être débattue sans avancer matériellement.
La question de la priorité a longtemps été disputée. Selon Faillon, en effet, les premiers séminaires français ne remonteraient qu'aux années 1640 avec la création du séminaire de Saint-Sulpice.
« Le 19 juillet 1633, Vincent de Paul inaugure la première des journées de retraites pour les prêtres, connues comme Conférences des mardis. Olier y participe fidèlement. De tels efforts pour répondre aux besoins des prêtres de cette époque constituent les premiers pas du mouvement qui, à la longue, mènent Vincent de Paul, Jean-Jacques Olier et d'autres à créer des séminaires en France ».

## Petit séminaire et grand séminaire
En France, le séminaire proprement dit est appelé grand séminaire. Par opposition, le petit séminaire est une école de niveau secondaire (collège, lycée) qui forme aussi bien des futurs séminaristes du grand séminaire que des élèves qui resteront laïcs. 
Le XIXème siècle voit l’apparition des petits séminaires épiscopaux. L’ordonnance royale du 5 octobre 1815 constitue l’acte de naissance des petits séminaires en France,.
Il reste 4 établissements de ce type en France (le Collège épiscopal Saint-Étienne, le collège épiscopal Saint André à Colmar, le collège épiscopal a Zillisheim et le séminaire des jeunes à Walbourg. Ce sont des établissements publics du culte). Le terme et l'institution sont désuets en Europe, mais le petit séminaire a eu une grande importance sociale jusqu'au milieu du XXe siècle. C'était souvent l'un des seuls moyens de s'instruire pour les enfants intellectuellement doués vivant à la campagne, que les curés de paroisse repéraient et dont l'Église prenait en charge les années d'études secondaires, en proposant aux meilleurs d'accéder au grand séminaire. C'est aussi au petit séminaire que la petite bourgeoisie catholique envoyait de préférence ses garçons pour qu'ils reçoivent une éducation classique de qualité dans un milieu moralement exigeant. L'internat était la règle et la discipline rigoureuse.

## Statistiques mondiales du Vatican
Selon les statistiques mondiales publiées par le Vatican (Annuarium statisticum ecclesiae de 2004), le nombre de séminaristes catholiques dans le monde a augmenté de 77 % entre 1978 et 2004. Cette augmentation est essentiellement due aux continents africain, asiatique et américain. Ce chiffre est à comparer à l'augmentation de 45 % du nombre de catholiques dans le monde, parallèle à l'augmentation de la population mondiale.
Pendant la même période, le nombre de diacres permanents est passé de 5500 à 32000. En Europe, le nombre de diacres a décuplé.
En revanche en France le nombre de séminaristes ne cesse de diminuer depuis les années 1960.
Les statistiques sont les suivantes, :
|                      | Effectifs     | Effectifs     | Pourcentage d'augmentation ou de baisse |
| 1978                 | 2004          |               | Pourcentage d'augmentation ou de baisse |
| -------------------- | ------------- | ------------- | --------------------------------------- |
| Population mondiale  | 4 200 000 000 | 6 400 000 000 | 52,0                                    |
|                      |               |               |                                         |
| Baptisés catholiques | 757 000 000   | 1 098 000 000 | 45,0                                    |
| -- Afrique           | 55 000 000    | 149 000 000   | 171,0                                   |
| -- Amériques         | 366 000 000   | 549 000 000   | 79,6                                    |
| -- Asie              | 63 000 000    | 113 000 000   | 49,7                                    |
| -- Europe            | 268 000 000   | 280 000 000   | 4,6                                     |
|                      |               |               |                                         |
| Prêtres              | 420 971       | 405 891       | -3,7                                    |
| -- Afrique           | 16 900        | 31 200        | 84,7                                    |
| -- Amériques         | 120 200       | 121 600       | 1,0                                     |
| -- Asie              | 27 700        | 48 200        | 74,0                                    |
| -- Europe            | 250 500       | 200 000       | -20,0                                   |
|                      |               |               |                                         |
| Séminaristes         | 63 800        | 113 000       | 77,0                                    |
| -- Afrique           | 5,636         | 22 791        | 304,0                                   |
| -- Amériques         | 22 000        | 36 600        | 66,6                                    |
| -- Asie              | 11 500        | 29 200        | 254,0                                   |
| --Europe             | 23 900        | 23 400        | -2,1                                    |
| -- Océanie           |               | 1 000         |                                         |
|                      |               |               |                                         |

En moyenne, un séminariste sur deux deviendra effectivement prêtre catholique.
À la lecture de ces chiffres, on constate que, s'il est vrai que le nombre global de prêtres a plafonné entre ces deux dates, le nombre de séminaristes a par contre beaucoup augmenté, nettement plus que le nombre de baptisés. Cette augmentation est cependant très inégale. Leur nombre reste stationnaire en Europe, alors qu'on observe une baisse notable du nombre de prêtres dans cette partie du monde.
En Amérique, le nombre de séminaristes est en forte hausse, à l'inverse du nombre de prêtres qui plafonne depuis 25 ans.
Mais ce sont les jeunes chrétientés d'Asie et d'Afrique qui se distinguent particulièrement. Le nombre de séminaristes augmente de plus de deux fois et demi en Asie et de plus de 300 % en Afrique.
Bien qu’en Europe en général et en France en particulier, on constate une forte baisse dans le nombre de prêtres, ce n'est pas le cas dans le reste du monde. Cette baisse existe par rapport aux décennies précédentes, mais pour ce qui est du nombre de fidèles par prêtre, la France est bien mieux placée que des pays considérés comme profondément catholiques (l'Argentine ou la Colombie par exemple). Le tableau suivant reprend quelques chiffres qui montrent que la France reste dans la moyenne mondiale (1 prêtre pour 2 714 fidèles).
|                    | Proportion de prêtres par rapport aux fidèles | Proportion de prêtres par rapport aux fidèles |
| ------------------ | --------------------------------------------- | --------------------------------------------- |
| -- Monde           | 1/2714                                        |                                               |
| -- Europe          | 1/1415                                        |                                               |
| -- Afrique         | 1/4741                                        |                                               |
| -- Amérique du Sud | 1/7129                                        |                                               |
| -- Asie            | 1/2329                                        |                                               |
| -- Océanie         | 1/1845                                        |                                               |
| -- Italie          | 1/1100                                        |                                               |
| -- France          | 1/1215                                        |                                               |
| -- Belgique        | 1/1108                                        |                                               |
| -- Espagne         | 1/1569                                        |                                               |
| -- Argentine       | 1/6058                                        |                                               |
| -- Colombie        | 1/4872                                        |                                               |

Ces quelques dernières années, le nombre de prêtres catholiques remonte ; il est actuellement[Quand ?] de plus de 407 500 contre 405 891 en 2005. En France, le nombre d'ordinations de prêtres diocésains oscille depuis de nombreuses années entre 80 et 110 environ (94 en 2005, 101 en 2007, environ 90 en 2009, 83 en 2010, 110 en 2011, 97 en 2012, 92 en 2013, 82 en 2014). En 2017, il y a eu 87 ordinations de prêtres diocésains sur les 117 prêtres ordonnés au total avec en plus 33 prêtres issus des communautés religieuses. Rien ne suggère une remontée du nombre d'ordinations de prêtres diocésains pour les prochaines années.[réf. nécessaire]

## Quelques grands séminaires dans le monde
- Grand séminaire de Québec, Québec, Canada
- Grand séminaire de Montréal, Québec, Canada
- Séminaire français de Rome
- Grand séminaire de Cracovie
- Grand séminaire de Luxembourg
- Grand séminaire de Rzeszow
- Séminaire Saint-Jean de Boston
- Séminaire de Sainte-Thérèse, Québec, Canada
- Séminaire de Saint-Hyacinthe, Québec, Canada
- Grand Séminaire Saint-Gall de Ouidah, Ouidah, Bénin
- Grand séminaire Diocésain de Guadalajara, Mexique
- Grand séminaire interdiocésain Jean-Paul II, Lomé, Togo

## En France
- Séminaire Saint-Yves, à Rennes ;
- Séminaire des Carmes, à Paris ;
- Séminaire Saint-Sulpice, à Issy-les-Moulineaux ;
- séminaire interdiocésain d'Orléans ;
- Grand séminaire Saint-Jean, à Nantes ;
- Séminaire interdiocésain Saint-Cyprien Toulouse ;
- Séminaire Saint-Irénée à Lyon ;
- Séminaire Saint-Jean-Marie Vianney, à Ars-sur-Formans ;
- Séminaire Sainte-Marie-Majeure, à Strasbourg ;
- Séminaire de La Castille, à Toulon ;
- Séminaire des Saints-Cœurs de Jésus et Marie, à Bayonne ;
- Séminaire de Versailles, à Chatou (Yvelines).
- Séminaire Saint Luc, à Aix-en-Provence ;

Par ailleurs d'autres séminaires existant avant ont fermé leurs portes faute d'effectifs suffisants. Ainsi le séminaire Saint Jean-Eudes à Caen a fermé en 2015, ceux de Lille et Bordeaux ont fermé en 2018.

## Le «Séminaire des barbelés»
À l'issue de la Seconde Guerre mondiale, la fondation d’un séminaire pour des théologiens allemands prisonniers est aussitôt envisagée, en particulier par les abbés Rodhain et Le Meur de l'Aumônerie générale de Paris, qui contactent l'abbé Franz Stock, alors retenu dans le grand camp de prisonniers de guerre de Cherbourg.
Le 24 avril 1945, l’abbé Le Meur accompagne l’abbé Stock au camp Dépôt 51 à Orléans où ils trouvent déjà vingt-huit théologiens. Le 17 août 1945, le « séminaire des Barbelés » est transféré d’Orléans vers le camp 501 au Coudray près de Chartres. Le Colonel Gourut « confie » alors les 160 séminaristes à Notre-Dame de Chartres.
Le 18 septembre 1945, le nonce apostolique Roncalli, futur pape Jean XXIII, rend une assez longue visite au camp. Il la renouvelle l'année suivante, le 16 mai 1946. Le premier dimanche après Noël 1946, il visite de nouveau le camp pour transmettre les vœux du pape.
De 1945 à 1947, l'abbé Stock est le supérieur du séminaire des prisonniers de Chartres.
950 séminaristes y sont passés, et 630 d’entre eux deviendront prêtres, même si seulement une dizaine d'entre eux seront ordonnés sur place.

## Formation actuelle dans un grand séminaire
La formation des prêtres s'organise en trois grands cycles.
- Le premier, effectué en deux ans, comprend principalement une formation philosophique et biblique fondamentale. Les séminaristes passent toute la semaine au séminaire et rejoignent leur famille ou une paroisse d'insertion durant le week-end.
- Le deuxième cycle, effectué en trois ans, associe à la formation biblique et théologique (théologie fondamentale, théologie pastorale, théologie morale) une insertion pastorale obligatoire en fin de semaine.
- Le troisième cycle est presque uniquement consacré à l'insertion pastorale. Les candidats au presbytérat continuent de recevoir une formation théorique en début de semaine ou en formation continue.

Le code de droit canonique consacre les canons 232 à 264 aux séminaires. Le canon 237 prévoit l'existence d'un grand séminaire par diocèse, si c'est possible.

### Articles liés
- Ordination
- Prêtre catholique
- Jean-Jacques Olier
- Séminariste (pour le détail sur la formation des séminaristes)
- Liste des grands séminaires catholiques français